# 상록초등학교 (충남)
상록초등학교는 대한민국 충청남도 당진시 송악읍 부곡리에 있는 공립 초등학교이다.

## 학교 연혁
- 1948년 9월 1일 송악국민학교 상록분교장 인가
- 1958년 4월 1일 한진국민학교로 승격 인가
- 1958년 5월 15일 한진국민학교 개교
- 1962년 3월 1일 상록국민학교로 교명 개칭
- 1993년 3월 1일 즐거운 학교 군지정 시범학교
- 1995년 3월 1일 농어촌 진흥학교 지정
- 1996년 3월 1일 교명 변경(상록초등학교)
- 2006년 2월 17일 제48회 졸업(총 3,169명)
- 2006년 3월 1일 본교 6학급, 분교 3학급 인가
- 2007년 2월 15일 제49회 졸업(총 3,179명)
- 2007년 3월 1일 본교 6학급 1(원)인가
- 2008년 2월 19일 제50회 졸업(총 3,205명)
- 2008년 3월 1일 본교 11학급 인가(1원)
- 2009년 2월 19일 제51회 졸업(총3,247명)
- 2009년 3월 1일 본교 12학급 인가(1원)
- 2009년 3월 1일 교원능력평가 선도시범학교(도지정)
- 2010년 2월 18일 제52회 졸업(총3,291명)
- 2010년 3월 1일 본교 12학급 인가(1원)
- 2010년 7월 1일 사교육절감형 창의경영학교 지정 운영
- 2012년 2월 14일 제54회 졸업(총3383명)
- 2012년 3월 1일 학력증진 연구학교 운영(시지정)
- 2013년 2월 14일 제55회 졸업(총3424명)
- 2013년 3월 1일 본교 14학급, 유치원 3학급
- 2013년 3월 1일 안전 연구학교 운영(도지정)
- 2014년 2월 12일 제56회 졸업(총3458명)
- 2014년 3월 1일 본교 14학급(특수 1학급 포함), 유치원 3학급
- 2015년 2월 13일 제57회 졸업(총3512명)
- 2015년 3월 1일 본교 16학급(특수 1학급 포함), 유치원 3학급
- 2015년 5월 8일 후동 교실증축(6실)
- 2016년 2월 18일 제58회 졸업(총3542명)
- 2016년 3월 1일 본교 16학급(특수 1학급 포함), 유치원 3학급
- 2016년 3월 25일 다목적강당(해솔관) 증축
- 2017년 2월 9일 제59회 졸업(총3585명)
- 2017년 3월 1일 본교 17학급(특수 1학급 포함), 유치원 3학급

## 참고 자료
- 상록초등학교 - 한국교육학술정보원 학교알리미